# Матс Неслунд
Матс Неслунд (швед. Mats Näslund; нар. 31 жовтня 1959, Тімро, Швеція) — шведський хокеїст, лівий нападник. Один з найкращих гравців шведського хокею 80—90-х років двадцятого століття. Олімпійський чемпіон та чемпіон світу. Член Зали слави Міжнародної федерації хокею з шайбою.

## Клубна кар'єра
В 1976–1982 роках грав за шведські команди «Тімро» та «Брюнес». У складі «Брюнеса» чемпіон Швеції 1980. Цього ж року отримав «Золоту шайбу» — трофей найкращому хокеїсту року в Швеції. За цей час в елітсерії провів 186 ігор та закинув 86 шайб.
У другому раунді драфта НХЛ 1979 був обраний командою «Монреаль Канадієнс». За цей клуб дебютував у 1982 році і виступав протягом восьми сезонів. 1986 року команда з Монреаля виграла Кубок Стенлі, а Неслунд встановив особистий рекорд результативності: 110 очок у регулярному чемпіонаті та дев'ятнадцять на стадії плей-офф. В сезоні 1987—88 був нагороджений трофеєм Леді Бінг. У 1989 році, вдруге, грав у фіналі Кубка Стенлі. Тричі брав участь у матчах «Всіх зірок НХЛ» (1984, 1986, 1988). Всього у складі «Монреаль Канадієнс» провів у регулярному чемпіонаті 617 матчів (набрав 612 очок) та у плей-офф 97 матчів (91 очко).
Провівши один сезон у швейцарському «Лугано», повернувся на батьківщину. Виступав за «Мальме». Двічі здобував золоті нагороди чемпіонату Швеції (1992, 1994).
Останній сезон провів у складі команди Національної хокейної ліги «Бостон Брюїнс» (1994–1995).

## Виступи у збірній
У складі збірної Швеції був учасником трьох Олімпіад (1980, 1992, 1994). На першому турнірі здобув бронзову нагороду, а через 14 років у Ліллегаммері, національна збірна вперше перемогла на Олімпійських іграх. На Олімпійських іграх провів 23 матчі (4 голи).
Брав участь у п'яти чемпіонатах світу (1979, 1981–1983, 1991). На світових чемпіонатах виграв по одній золотій (1991), срібній (1981) та бронзовій нагороді (1979). Віце-чемпіон Європи 1981, 1982, 1991; третій призер 1979, 1983. Всього на чемпіонатах світу та Європи провів 46 ігор (13 закинутих шайб).
Був учасником трьох кубків Канади (1984, 1987, 1991). У 1984 році збірна Швеції грала у фіналі. Всього у кубках Канади провів 20 матчів (6 голів).

## Нагороди та досягнення

### Командні
- Олімпійський чемпіон (1): 1994
- Бронзовий призер Олімпійських ігор (1): 1980
- Чемпіон світу (1): 1991
- Срібний призер чемпіонату світу (1): 1981
- Бронзовий призер чемпіонату світу (1): 1979
- Срібний призер чемпіонату Європи (3): 1981, 1982, 1991
- Бронзовий призер чемпіонату Європи (2): 1979, 1983
- Фіналіст кубка Канади (1): 1984
- Володар кубка Стенлі (1): 1986
- Фіналіст кубка Стенлі (1): 1989
- Чемпіон Швеції (3): 1980, 1992, 1994

### Особисті
- Золота шайба (1): 1980
- Володар трофею Леді Бінг (1): 1988
- Гравець другого складу «Всіх зірок НХЛ» (1): 1986
- Учасник матчів «Всіх зірок НХЛ» (3): 1984, 1986, 1988
- Член зали слави ІІХФ: 2005

## Статистика
Скорочення: І = Ігри, Г = Голи, П = Паси, О = Очки, Штр = Штрафний час у хвилинах
| 1976-77      | «Тімро»              | Д-2          | 17  | 14  | 13  | 27  |     |     |    |    |    |    |
| 1977-78      | «Тімро»              | Елітсерія    | 35  | 13  | 6   | 19  | 14  |     |    |    |    |    |
| 1978-79      | «Брюнес»             | Елітсерія    | 36  | 12  | 12  | 24  | 19  |     |    |    |    |    |
| 1979-80      | «Брюнес»             | Елітсерія    | 36  | 18  | 19  | 37  | 34  | 7   | 2  | 2  | 4  | 4  |
| 1980-81      | «Брюнес»             | Елітсерія    | 36  | 17  | 25  | 42  | 34  |     |    |    |    |    |
| 1981-82      | «Брюнес»             | Елітсерія    | 36  | 24  | 18  | 42  | 16  |     |    |    |    |    |
| 1982-83      | «Монреаль Канадієнс» | НХЛ          | 74  | 26  | 45  | 71  | 10  | 3   | 1  | 0  | 1  | 0  |
| 1983-84      | «Монреаль Канадієнс» | НХЛ          | 77  | 29  | 35  | 64  | 4   | 15  | 6  | 8  | 14 | 4  |
| 1984-85      | «Монреаль Канадієнс» | НХЛ          | 80  | 42  | 37  | 79  | 14  | 12  | 7  | 4  | 11 | 6  |
| 1985-86      | «Монреаль Канадієнс» | НХЛ          | 80  | 43  | 67  | 110 | 16  | 20  | 8  | 11 | 19 | 4  |
| 1986-87      | «Монреаль Канадієнс» | НХЛ          | 79  | 25  | 55  | 80  | 16  | 17  | 7  | 15 | 22 | 11 |
| 1987-88      | «Монреаль Канадієнс» | НХЛ          | 78  | 24  | 59  | 83  | 14  | 6   | 0  | 7  | 7  | 2  |
| 1988-89      | «Монреаль Канадієнс» | НХЛ          | 77  | 33  | 51  | 84  | 14  | 21  | 4  | 11 | 15 | 6  |
| 1989-90      | «Монреаль Канадієнс» | НХЛ          | 72  | 21  | 20  | 41  | 19  | 3   | 1  | 1  | 2  | 0  |
| 1990-91      | «Лугано»             | НЛА          | 42  | 31  | 39  | 70  | 0   |     |    |    |    |    |
| 1991-92      | «Мальме Редгокс»     | Елітсерія    | 39  | 15  | 25  | 40  | 10  |     |    |    |    |    |
| 1992-93      | «Мальме Редгокс»     | Елітсерія    | 33  | 10  | 22  | 32  | 10  |     |    |    |    |    |
| 1993-94      | «Мальме Редгокс»     | Елітсерія    | 40  | 14  | 30  | 44  | 8   |     |    |    |    |    |
| 1994-95      | «Бостон Брюїнс»      | НХЛ          | 34  | 8   | 14  | 22  | 4   | 5   | 1  | 0  | 1  | 0  |
| Всього в НХЛ | Всього в НХЛ         | Всього в НХЛ | 651 | 251 | 383 | 634 | 111 | 102 | 35 | 57 | 92 | 33 |